# زمین‌لرزه ۱۹۸۳ برا پیک
زمین‌لرزه برا پیک  در تاریخ ۲۸ اکتبر ۱۹۸۳ میلادی، برابر با ‎۶ آبان ۱۳۶۲، ساعت ۱۴:۰۶:۰۶ به زمان یوتی‌سی در آمریکا رخ داد. ژرفای این زلزله ۱۶ کیلومتر بود، و بزرگی آن ۶٫۹ در مقیاس Mw اعلام شده‌است. زمین‌لرزه به وقت محلی در روز جمعه، ساعت ۷ روی داده و منطقه زمانی آن یوتی‌سی -۷ بوده‌است (با لحاظ تغییر ساعت تابستانی).
سازمان زمین‌شناسی آمریکا نیز رومرکز این زمین‌لرزه را در مختصات ۴۴°۰۳′۲۹″شمالی ۱۱۳°۵۱′۲۵″غربی / ۴۴٫۰۵۸°شمالی ۱۱۳٫۸۵۷°غربی و ژرفای آن را در ۱۰ کیلومتر گزارش کرده‌است. بزرگی برگزیدهٔ این سازمان از میان بزرگی‌های محاسبه‌شدهٔ مختلف ۷ در مقیاس Mw بوده و از دید اثر، در میان چهار دسته‌بندی «نامحسوس»، «محسوس»، «زیان‌آور» یا «با تلفات»، زلزله را «با تلفات» اعلام کرده‌است.رانش زمین در آن به وجود آمده‌است.
پروژهٔ «تنسور گشتاور مرکزوار» زاویه‌های (راستا، شیب، ریک) گسل سازندهٔ زمین‌لرزه و صفحه عمود بر آن را (°۳۰۴، °۲۹، °۱۰۳-) یا (°۱۳۸، °۶۲، °۸۳-) و نوع گسل را «عادی» فرارسانده‌است.
شمار کشتگان زلزله حدود ۲ نفر بوده‌است.تعداد زخمیان ۳ نفر برآورده شده‌است.

## نگارخانه

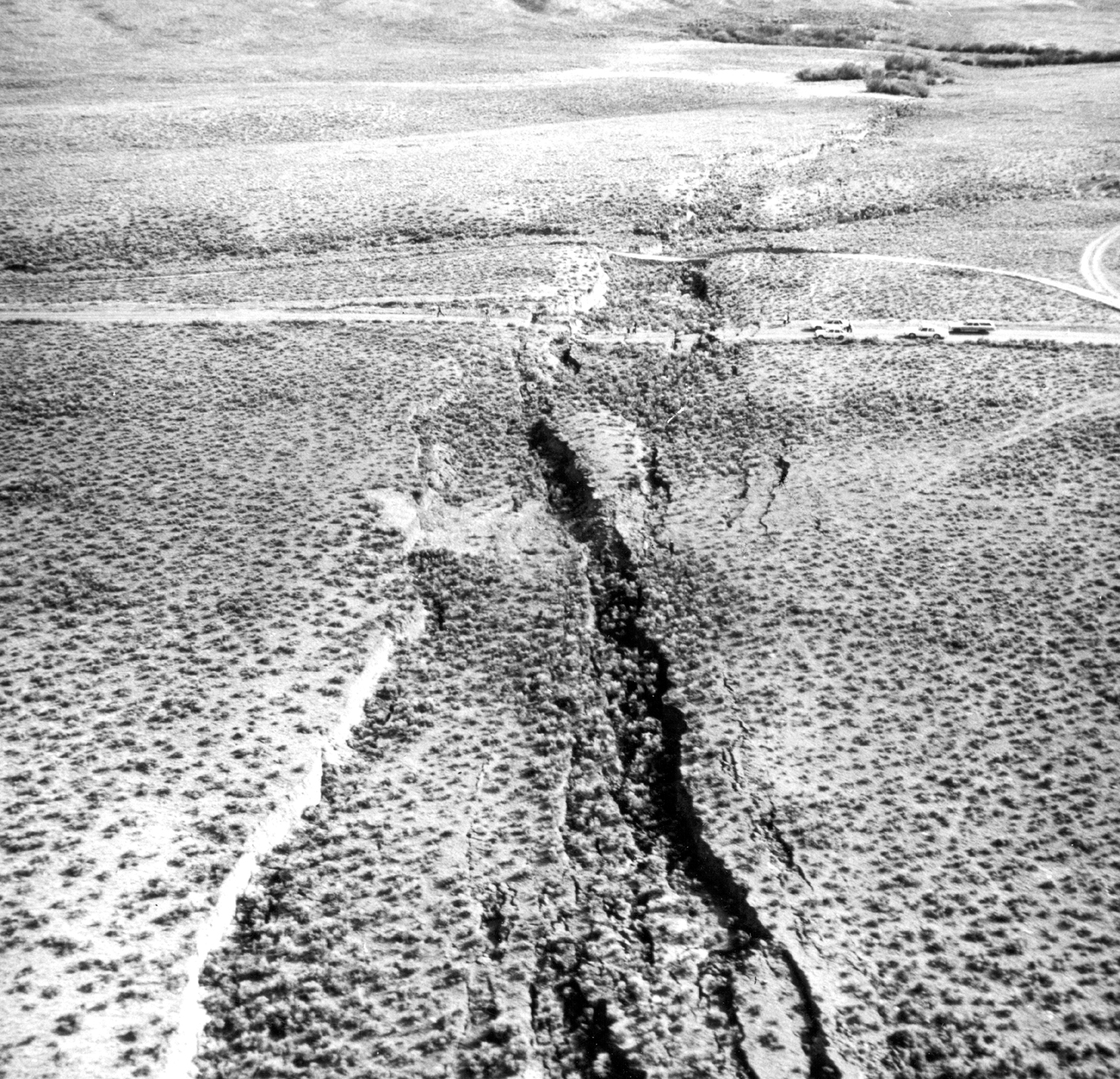
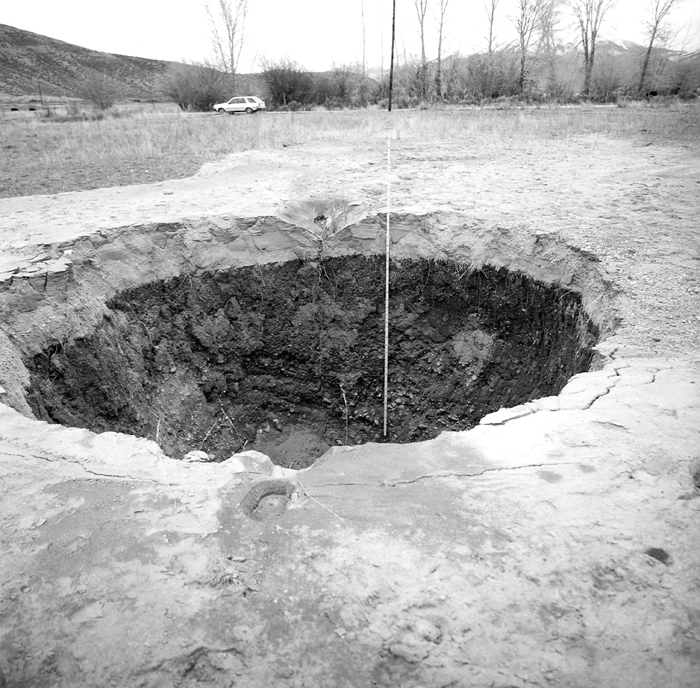
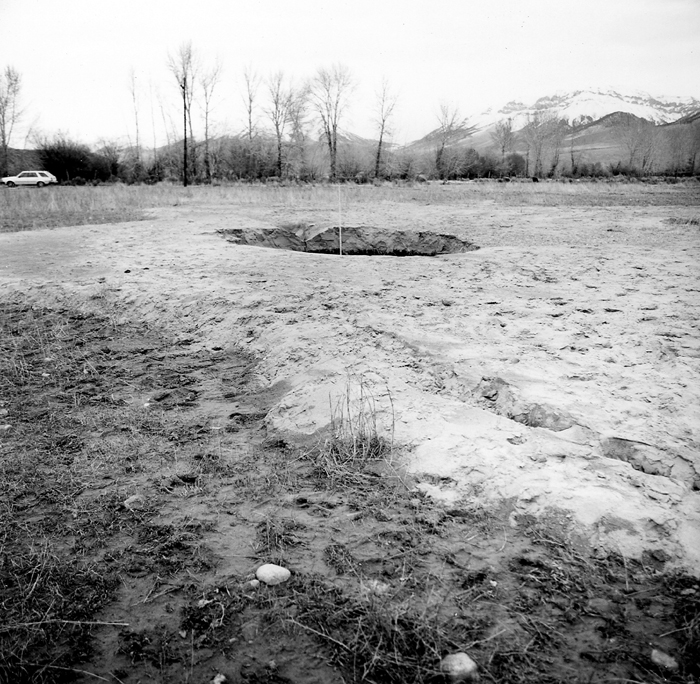